# بن مک‌کنزی
بنجامین مک‌کنزی (انگلیسی: Benjamin McKenzie؛ زاده ۱۲ سپتامبر ۱۹۷۸) یک هنرپیشه معروف و محبوب اهل ایالات متحده آمریکا است که عموماً با نام بن مک‌کنزی از او یاد می‌شود. وی از سال ۲۰۰۰ میلادی تاکنون مشغول فعالیت بوده‌است.
از فیلم‌ها یا برنامه‌های تلویزیونی که وی در آن نقش داشته‌است می‌توان به رمزگشایی آنی پارکر، نوعی زیبایی، مرز وظیفه و گاتهام اشاره کرد.
او در ۱۸ جولای ۲۰۲۳ کتابی به نام Easy Money منتشر کرد.

## فیلم‌شناسی
- مشارکت‌کنندگان ویکی‌پدیا. «Benjamin McKenzie». در دانشنامهٔ ویکی‌پدیای انگلیسی، بازبینی‌شده در ۱۶ مارس ۲۰۱۴.

رمزگشایی آنی پارکر
نوعی زیبایی
گاتهام
من تو را می خواهم
خط وظیفه 
The report
جودی گریر بهترین دوست است
upgrade
خداحافظ دنیا
مردان در محل کار
سرزمین جنوبی 
۸۸دقیقه
The O.C
J.A.C
بتمن سال اول